# エト邦枝
エト 邦枝（えと くにえだ、1916年（大正5年）1月1日 - 1987年（昭和62年）3月13日）は昭和期の女性歌手。

## 経歴
東京都台東区浅草出身。本名、笠松 エト。
大蔵省に勤めながら、クラシックを勉強。帝国音楽学校を卒業後、原信子に師事。藤原歌劇団や東宝実演部を経て、1947年（昭和22年）、宇佐美エトとしてコロムビアからデビュー。その後、各レコード会社を転々としつつ、1954年（昭和29年）テイチク所属となる。
1955年（昭和30年）、『カスバの女』を発表。当初はそれほどヒットしたとは言えなかったが、1967年（昭和42年）に緑川アコや沢たまきにカヴァーされ著名な作品となった。
歌手を引退した後は観光バスガイドの指導を10年間務め、晩年は自宅でカラオケ教室を開くなどしていた。
昭和40年代の懐メロブームの際は、東京12チャンネルの「なつかしの歌声」に度々出演し、「カスバの女」を披露している。亡くなる前年の1986年（昭和61年）には、日本歌手協会主催の歌謡祭にも出演している。
1987年（昭和62年）3月13日、世田谷の長谷川病院にて、大動脈瘤破裂で死去。71歳没。